# Antonina Krawczuk
Antonina Krawczuk (ukr. Антоніна Михайлівна Кравчук; ur. 3 listopada 1935) – ukraińska ekonomistka i wykładowczyni, pierwsza dama Ukrainy (1991–1994), żona Łeonida Krawczuka.

## Życiorys
Z wykształcenia jest docentem ekonomii, pracowała jako wykładowczyni tego przedmiotu w Kijowskim Uniwersytecie Państwowym im. Tarasa Szewczenki. Podczas studiów na tymże Uniwersytecie poznała przyszłego męża Łeonida Krawczuka, w latach 1991–1994 prezydenta Ukrainy. Podczas pełnienia funkcji przez męża nie pokazywali się razem publicznie.
Ma syna i wnuka.